# Йоханссон, Пол Джозеф Отто
Пол Джозеф Отто Йоханссон (англ. Paul Joseph Otto Johansson, родился 26 января 1964, Спокан, Вашингтон, США) — американский актер, писатель, режиссёр. Сыграл Дэна Скотта в драме «Холм одного дерева».
Сын хоккейного игрока Эрла Джонсона, который сменил фамилию на Йоханссон, чтобы подчеркнуть своё шведское происхождение. Пол также говорит на французском.

## Биография
Пол родился в США, но вырос в Ванкувере, Канада. Был атлетом, как и его отец (игрок NHL). После того как он вывел команду своего университета в канадский чемпионат среди колледжей по хоккею, решает попробовать свои силы в профессиональном баскетболе. Играл в национальной сборной Канады в течение двух лет: в 1986 году — в Корее и Китае и в 1987 году — в Израиле и Греции.

## Карьера
Первую роль получил в 1989 году в популярной мыльной опере «Санта-Барбара», в которой проиграл до 1990 года. Вскоре Йоханссон появился в других телевизионных шоу, таких как «Parker Lewis Can’t Lose», «Беверли-Хиллз, 90210», «Lonesome Dove» и др.
В 2017 году сыграл в эпизодической роли в сериале Однажды в сказке.
Он холост и проводит большую часть времени в Венисе, Калифорния, и принимает участие в шоу «Холм одного дерева (телесериал)» в Уилмингтоне, Северная Каролина.
Играл в фильме «Альфа Дог».